# Тонга на літніх Олімпійських іграх 1996
Тонга брала участь у Літніх Олімпійських іграх 1996 року в Атланті (США) учетверте за свою історію і завоювала одну срібну медаль. Збірну країни представляло п'ятеро спортсменів (у тому числі — одна жінка), що брали участь у змаганнях з боксу, легкої та важкої атлетики.

## Медалі

### Срібло
- Бокс, понад 91 кг — Паеа Вольфграмм.

## Результати

### Бокс
Спортсменів — 2
| Спортсмен       | Категорія   | 1/16 фіналу               | 1/8 фіналу                   | Чвертьфінал                       | Півфінал                     | Фінал                        |
| Спортсмен       | Категорія   | Суперник і результат      | Суперник і результат         | Суперник і результат              | Суперник і результат         | Суперник і результат         |
| --------------- | ----------- | ------------------------- | ---------------------------- | --------------------------------- | ---------------------------- | ---------------------------- |
| Шейн Гіпс       | 67 кг       | Нурбек Касен Поразка 2:11 | Не пройшов                   | Не пройшов                        | Не пройшов                   | Не пройшов                   |
| Паеа Вольфграмм | Понад 91 кг | -                         | Сергій Ляхович Перемога 10:9 | Алексіс Рубалькаба Перемога 17:12 | Дункан Доківарі Перемога 7:6 | Володимир Кличко Поразка 3:7 |

### Легка атлетика
Спортсменів — 2
Чоловіки
| Спортсмен     | Вид  | Забіг     | Забіг | Чвертьфінал | Чвертьфінал | Півфінал   | Півфінал   | Фінал      | Фінал      |
| Спортсмен     | Вид  | Результат | Місце | Результат   | Місце       | Результат  | Місце      | Результат  | Місце      |
| ------------- | ---- | --------- | ----- | ----------- | ----------- | ---------- | ---------- | ---------- | ---------- |
| Толутау Коула | 100м | 10,71     | 8     | Не пройшов  | Не пройшов  | Не пройшов | Не пройшов | Не пройшов | Не пройшов |

Жінки
| Спортсмен        | Вид               | Кваліфікація | Кваліфікація | Фінал      | Фінал      |
| Спортсмен        | Вид               | Результат    | Місце        | Результат  | Місце      |
| ---------------- | ----------------- | ------------ | ------------ | ---------- | ---------- |
| Ана Сіулоло Ліку | Стрибки в довжину | 6,06         | 28           | Не пройшла | Не пройшла |

### Важка атлетика
Спортсменів — 1
| Спортсмен          | Категорія | Маса  | Ривок | Ривок | Ривок | Поштовх | Поштовх | Поштовх | Всього | Місце |
| Спортсмен          | Категорія | Маса  | 1     | 2     | 3     | 1       | 2       | 3       | Всього | Місце |
| ------------------ | --------- | ----- | ----- | ----- | ----- | ------- | ------- | ------- | ------ | ----- |
| Вільямі Тапаатутаі | 91 кг     | 88,67 | 100   | 105   | 105   | 135     | 140     | 140     | 0      | -     |